# Edmonton Elks
Edmonton Elks é uma equipe profissional de futebol americano do Canadá, participante da Divisão Oeste da Canadian Football League da cidade de Edmonton, Alberta.
Foi fundado em 1949 e já ganhou quatorze Grey Cups nos anos de 1954, 1955, 1956, 1975, 1978, 1979, 1980, 1981, 1982, 1987, 1993, 2003, 2005 e 2015. Seu estádio é o Commonwealth Stadium.